# Josef Šebek
Josef Šebek (Praga, 18 de março de 1883 - data desconhecida?) foi um tenista da Boémia.
Josef Šebek participou dos Jogos Olímpicos de 1912, em simples.